# Кваснецкая, Маргарита Георгиевна
Маргарита Георгиевна Квасне́цкая (10 июля 1928) — советский и российский кинокритик.

## Биография
В 1951 году закончила ГИТИС. Печатается с 1950 года. Автор статей по киноискусству. Член Союза кинематографистов СССР (Московское отделение). Начинала как театральный критик.

## Сочинения

### Книги
- Кваснецкая М. Г. Михаил Ульянов // Актёры советского кино. Выпуск второй. — М.: Искусство, 1966.
- Кваснецкая М. Г. Лев Кулиджанов. — М.: Искусство, 1968. — (Мастера советского кино).
- Кваснецкая М. Г. Диалоги в антракте. — М.: Искусство, 1975. (с А. Баталовым).
- Кваснецкая М. Г. Светлана Тома — М.: БПСК, 1982.
- Кваснецкая М. Г. Алексей Баталов. — М.: ВБПК, 1983.
- Кваснецкая М. Г. Всеволод Санаев. — М.: Искусство, 1987. — (Мастера советского театра и кино).
- Кваснецкая М. Г. Клара Лучко. — М.: ВТПО «Киноцентр», 1987.
- Кваснецкая М. Г. Алексей Баталов. — М.: Панорама, 2000. — ISBN 5852202177
- Кваснецкая М. Г. Тенгиз Абуладзе. Путь к «Покаянию». — М.: Культурная революция, 2009. — ISBN 9785250060516.
- Кваснецкая М. Г. Диалоги в антракте с Алексеем Баталовым. — М.: Родина, 2021. (с А. Баталовым). — ISBN 9785001802518

### Статьи
- Кваснецкая М. Г. Смелость или легкомыслие? // Комсомольская правда. — 10 февраля 1960. — № 34.
- Кваснецкая М. Г. Какой он, герой революции? // Искусство кино. — 1961. — № 11.
- Кваснецкая М. Г. Мужественная правда // Советская культура. — 22 сентября 1962.
- Кваснецкая М. Г. Чтобы снились мальчишкам герои… (Заметки о новом приключенческом фильме «Неуловимые мстители»). // Комсомольская правда — 11 марта 1967.
- Кваснецкая М. Г. Приглашение в сказку. Статья о фильме А. В. Баталова «Три Толстяка» по одноимённому роману для детей Ю. К. Олеши. // Комсомольская правда — 9 апреля 1967.
- Кваснецкая М. Г. Уроки истории, уроки мужества // Комсомольская правда. — 16 декабря 1978.
- Кваснецкая М. Г. Человек из легенды // Советский экран. — 1981. — № 2.
- Кваснецкая М. Г. Время Человека // Экран и сцена. — 22 — 29 сентября 1994. — № 33 — 34.
- Кваснецкая М. Г. Русский Гамлет // Новое время. — 2000. — № 23.